# 3690 Larson
A 3690 Larson (ideiglenes jelöléssel 1981 PM) a Naprendszer kisbolygóövében található aszteroida. Edward L. G. Bowell fedezte fel 1981. augusztus 3-án.